# Лин Кристи
Линдон Ван Кристи (енгл. Lyn Christie; Сиднеј, 3. август 1928 — 28. март 2020) је био џез басиста са седиштем у Аустралији. Дипломирао је на Медицинском факултету Отаго на Новом Зеланду и, док је од 1961. године радио као лекар у Сиднеју, свирао је на локалној џез сцени све док се 1965. није преселио у Њујорк.
Тамо је радио као главни лекар у општој болници Јонкерс (1966—68), наставио је да свира џез и похађао је музичку школу Јилиард, обучавајући се код Хомера Менша (1968—69). Свирао је са разним џез музичарима, међи којима су Ахмад Џамал, Јаки Бјјард, Чет Бејкер, Пол Винтер, Бади Рич, Тошико Акијоши, Таљ Фарлов и многи други.
Седамдесетих је основао наставничко место и на крају постао емеритус директор џез студија на конзерваторијуму Вестчестер у Њујорку.